# Douglas Hodge
Douglas Hodge (Plymouth, 25 febbraio 1960) è un attore, cantante e regista britannico attivo in campo teatrale, televisivo e cinematografico.

## Biografia
È noto soprattutto per aver interpretato Albin nel musical La Cage aux Folles a Londra e a Broadway, un ruolo che gli ha valso il Laurence Olivier Award, il Drama Desk Award ed il Tony Award al miglior attore protagonista in un musical. Altri lavori teatrali in cui ha recitato sono Tito Andronico, Charlie and the Chocolate Factory, Cyrano de Bergerac, Racconto di inverno, Guys and Dolls, Terra di nessuno e Il guardiano. Sempre per il teatro ha diretto Torch Song Trilogy alla Menier Chocolate Factory di Londra nel 2007 e Vecchi tempi di Harold Pinter a Broadway nel 2015 con Clive Owen ed Eve Best.
È stato sposato con Tessa Peake-Jones dal 1984 al 2013 e la coppia ha avuto due figli.

## Filmografia parziale

### Attore

#### Cinema
- L'ultima Salomè (Salome's Last Dance), regia di Ken Russell (1988)
- L'ora del tè (Diamond Skulls), regia di Nick Broomfield (1989)
- Una casa per Oliver (Hollow Reed), regia di Angela Pope (1996)
- La fiera delle vanità (Vanity Fair), regia di Mira Nair (2004)
- The Descent Part 2, regia di Jon Harris (2009)
- Robin Hood, regia di Ridley Scott (2010)
- Diana - La storia segreta di Lady D (Diana), regia di Oliver Hirschbiegel (2013)
- La ragazza dei tulipani (Tulip Fever), regia di Justin Chadwick (2017)
- Red Sparrow, regia di Francis Lawrence (2018)
- Beirut, regia di Brad Anderson (2018)
- Jonathan, regia di Bill Oliver (2018)
- Joker, regia di Todd Phillips (2019)
- The Report, regia di Scott Z. Burns (2019)
- Gemini Man, regia di Ang Lee (2019)
- Le strade del male (The Devil All the Time), regia di Antonio Campos (2020)
- We Live in Time - Tutto il tempo che abbiamo (We Live in Time), regia di John Crowley (2024)
- G20, regia di Patricia Riggen (2025)
- Pillion, regia di Harry Lighton (2025)

#### Televisione
- Sorry! – serie TV, 1 episodio (1986)
- Le avventure di Bailey (Rumpole of the Bailey) – serie TV, 1 episodio (1988)
- Capital City – serie TV, 23 episodi (1989-1990)
- Anglo Saxon Attitudes, regia di Diarmuid Lawrence – miniserie TV (1992)
- Only Fools and Horses – serie TV, 1 episodio (1996)
- Rules of Engagement, regia di Charles McDougall – film TV (1997)
- Blue Heelers - Poliziotti con il cuore (Blue Heelers) – serie TV, 1 episodio (2002)
- Spooks – serie TV, 1 episodio (2005)
- Skins – serie TV, 1 episodio (2010)
- Secret State – serie TV, 3 episodi (2012)
- Penny Dreadful – serie TV, 13 episodi (2015-2016)
- The Good Wife – serie TV, 1 episodio (2016)
- The Night Manager – serie TV, 5 episodi (2016)
- Falling Water – serie TV, 5 episodi (2016)
- Delitti in Paradiso (Death in Paradise) – serie TV, episodio 6x01 (2017)
- Black Mirror – serie TV, episodio 4x06 (2017)
- Catastrophe – serie TV, 7 episodi (2017-2019)
- Lost in Space – serie TV, 6 episodi (2019-2021)
- The Undoing - Le verità non dette (The Undoing), regia di Susanne Bier – miniserie TV, puntate 3-4 (2020)
- The Great – serie TV, 30 episodi (2020-2023)
- I Hate Suzie – serie TV, episodi 2x01-2x02-2x03 (2022)
- The Bombing of Pan Am 103, regia di Michael Keillor – miniserie TV, puntata 5 (2025)

### Doppiatore
- Il magico mondo di Oz (Legends of Oz: Dorothy's Return), regia di Will Finn e Dan St. Pierre (2013)

## Teatro (parziale)

### Regista
- Torch Song Trilogy di Harvey Fierstein. Menier Chocolate Factory di Londra (2012)
- Vecchi tempi di Harold Pinter. American Airlines Theatre di Broaway (2015)

### Attore
- La bisbetica domata di William Shakespeare, regia di Richard Digby Day. Regent's Park Open Air Theatre di Londra (1982)
- Sogno di una notte di mezza estate di William Shakespeare, regia di David Conville. Regent's Park Open Air Theatre di Londra (1982)
- Coriolano di William Shakespeare, regia di Deborah Warner. Edinburgh Fringe di Edimburgo, Almeida Theatre di Londra (1986)
- Re Lear di William Shakespeare, regia di David Hare, con Anthony Hopkins. National Theatre di Londra (1986)
- Venere e Adone da William Shakespeare, regia di Stephen Rayne. Barbican Centre di Londra (1987)
- Ero e Leandro da Christopher Marlowe, regia di Stephen Rayne. Barbican Centre di Londra (1987)
- Terra di nessuno di Harold Pinter, regia di David Leveaux. Almeida Theatre e Harold Pinter Theatre di Londra (1992)
- Pericle, principe di Tiro di William Shakespeare, regia di Phyllida Lloyd. National Theatre di Londra (1994)
- Tradimenti di Harold Pinter, regia di Trevor Nunn. National Theatre di Londra (1998)
- Il guardiano di Harold Pinter, regia di Patrick Marber. Harold Pinter Theatre di Londra (2000)
- Il racconto d'inverno di William Shakespeare, regia di Matthew Warchus. The Roundhouse di Londra (2001)
- Tre sorelle di Anton Čechov, regia di Michael Blakemore. Playhouse Theatre di Londra (2003)
- Guys and Dolls, colonna sonora di Frank Loesser, libretto di Jo Swerling e Abe Burrows, regia di Michael Grandage. Piccadilly Theatre di Londra (2005)
- Tito Andronico di William Shakespeare, regia di Lucy Bailey. Shakespeare's Globe di Londra (2006)
- La Cage aux Folles, libretto di Harvey Fierstein, colonna sonora di Jerry Herman, regia di Terry Johnson. Menier Chocolate Factory di Londra (2007), Longacre Theatre di Broadway (2010)
- Cyrano de Bergerac di Edmond Rostand, regia di Jamie Lloyd. American Airlines Theatre di Broadway (2012)
- Charlie and the Chocolate Factory, libretto di David Greig, colonna sonora e testi di Marc Shaiman e Scott Wittman, regia di Sam Mendes. Theatre Royal Drury Lane di Londra (2013)
- Fire and Air di Terrence McNally, regia di John Doyle. Classic Stage Company dell'Off-Broadway (2018)

## Riconoscimenti
- Drama Desk Award
  - 2010 – Miglior attore in un musical per La Cage aux Folles
- Premio Laurence Olivier
  - 2001 – Candidatura per il miglior attore non protagonista per Il guardiano
  - 2009 – Miglior attore in un musical per La Cage aux Folles
  - 2012 – Candidatura per il miglior attore per Inadmissible Evidence
  - 2013 – Candidatura per il miglior attore in un musical per Charlie and the Chocolate Factory
- Outer Critics Circle Award
  - 2010 – Miglior attore in un musical per La Cage aux Folles
- Screen Actors Guild Award
  - 2021 – Candidatura per il miglior cast in una serie commedia per The Great

- Tony Award
  - 2010 – Miglior attore protagonista in un musical per La Cage aux Folles

## Doppiatori italiani
Nelle versioni in italiano delle opere in cui ha recitato, Douglas Hodge è stato doppiato da:
- Franco Mannella ne La fiera delle vanità, Gemini Man, The Great, G20
- Alessio Cigliano ne La ragazza dei tulipani, The Report
- Gianluca Machelli in Black Mirror, Lost in Space
- Simone Mori in Elementary
- Marco Mete in Red Sparrow
- Stefano Mondini in Penny Dreadful
- Sandro Acerbo in Diana - La storia segreta di Lady D
- Antonio Palumbo in Joker
- Emidio La Vella ne Le strade del male
- Mauro Gravina in The Undoing - Le verità non dette
- Massimo De Ambrosis in We Live in Time - Tutto il tempo che abbiamo